# Museo Obrietan
Il Museo Obrietan - Arte Orientale Antica è un museo privato di antiquariato orientale fondato nel 2005 che ha sede a Villa Orna presso Brendola, alle porte di Vicenza.
Voluto da Gioacchino Obrietan e diretto dal figlio Gianmaria, è stato creato in collaborazione con i professori Xu Jing Tian, esperto di storia orientale e Mario de Ruitz, della Classe Scienza e Tecnica dell'Accademia Olimpica di Vicenza.

## Storia
Il Museo d'arte orientale Obrietan nasce l'11 giugno 2005.
Il museo ha sede presso Villa Orna, un casolare padronale costruito alla fine del XVIII secolo.
Il complesso, acquistato dalla famiglia Obrietan nel 1987 per divenire residenza di famiglia, accoglie dal 1996 la sede della Galleria Antiquaria Thais, e, dal 2005, il Museo d'arte orientale Obrietan.

## Allestimento
L'area espositiva del Museo Obrietan si situa nel lato occidentale dell'edificio principale di Villa Orna.

## Sezioni
Le opere del Museo sono disposte in cinque sezioni.
Al secondo piano della Villa, si entra in una sala dal perimetro quadrangolare che accoglie le mostre temporanee e gli eventi.
In fondo alla sala, l'ingresso nell'area espositiva permanente è delimitato da un antico portale cinese in legno e ferro battuto.
La prima sezione, dedicata al "Celeste Impero", ospita mobilia proveniente da dimore aristocratiche in maggior parte della dinastia Qing (1644-1911).
"Suoni dell'antico impero" si intitola la seconda sezione, nella quale sono compresi significativi esemplari dell'arte campanaria cinese dal XVI secolo.
La sezione "Riflessi di vita quotidiana" comprende utensili e oggetti d'uso domestico che provengono soprattutto da Cina e Tibet.
"Tibet: arte e spiritualità" descrive l'arte e la cultura tibetana attraverso i mobili, provenienti dai villaggi, e gli oggetti sacri utilizzati dai monaci durante i rituali.
La quinta sezione, "Il tesoro di Hoi-An" è dedicata alle significative ceramiche vietnamite della collezione Thais.